# Ameropterus karukerae
Ameropterus karukerae är en insektsart som först beskrevs av Marc Lacroix 1921.  Ameropterus karukerae ingår i släktet Ameropterus och familjen fjärilsländor. Inga underarter finns listade i Catalogue of Life.